# Ogosta (reservoar)
Ogosta (bulgariska: Огоста) är en reservoar i Bulgarien, längs floden med samma namn. Den ligger vid staden Montana (till 1993 Michajlovgrad) i regionen Montana, i den västra delen av landet, 80 km norr om huvudstaden Sofia. Arean är 16,1 kvadratkilometer. Den sträcker sig 5,9 kilometer i nord-sydlig riktning, och 7,9 kilometer i öst-västlig riktning.